# 鍾懷智
鐘懷智（?—?），更名毓連，贵州黎平人，清朝政治人物、同進士出身。
乾隆四十六年（1781年）辛丑科進士，三甲三十四名，后官獻縣知縣。